# کاگنیتیویسم
شناخت‌گرایی یا کوگنیتیویسم (به انگلیسی: Cognitivism) دیدگاهی فرااخلاقی است که طبق آن، جملات اخلاقی گزاره‌هایی را بیان می‌کنند و لذا می‌توانند درست یا نادرست باشند، چیزی که غیرکاگنیتیویست‌ها انکارش می‌کنند. کاگنیتیویسم چنان تز گسترده‌ای است که (بین دیدگاه‌های دیگر) دربرگیرندهٔ «رئالیسم اخلاقی»، «سوبژکتیویسم اخلاقی»، و «نظریهٔ خطا» است.
گزاره‌ها چیزی اند که جملات خبری (اما نه جملات پرسشی یا امری) بیان می‌کنند. جملات مختلف، در زبان‌های مختلف، می‌توانند گزارهٔ یکسانی را بیان کنند: «برف سفید است» و «snow is white» هر دو این گزاره را بیان می‌کنند که برف سفید است. یک باور رایج میان فیلسوفانی که از این واژهٔ فنی استفاده می‌کنند این است که گزاره‌ها، چیزی اند که درست یا نادرست‌اند.
برای اینکه ایدهٔ بهتری از منظور از بیان نمودنِ یک گزاره داشته باشیم، این را با چیزی که گزاره‌ای بیان نمی‌کند مقایسه کنیم. فرض کنید کسی که صاحب یک مینی‌مارکتِ محلی است، می‌بیند دزدی یک قالب شکلات برداشته و می‌گریزد. مغازه‌دار فریاد می‌زند «هی!» در اینجا «هی!» گزاره‌ای را بیان نمی‌کند. میان چیزهایی که این فریاد بیانشان نمی‌کند این‌ها هستند: «آن یک دزد است»؛ «دزدی اشتباه است»؛ «لطفاً آن دزد را بگیرید»؛ «آن دزد واقعاً ناراحتم می‌کند». مغازه‌دار چیزی نمی‌گوید که بتواند درست یا نادرست باشد. پس آنچه مغازه‌دار می‌گوید یک گزاره نیست. شاید یک وضعیت عاطفی است که بیان می‌شود. مغازه‌دار شگفت‌زده و خشمگین است و آن احساسات را با گفتن «هی!» بیان می‌کند.
کاگنیتیویست‌های اخلاقی بر این باورند که جملات اخلاقی گزاره‌هایی را بیان می‌کنند: یعنی می‌توانند درست یا نادرست باشند؛ برای مثال، اینکه مریم انسان خوبی است، یا اینکه دزدی و دروغ همیشه اشتباه‌اند. کاگنیتیویست‌ها قائل اند که این جملات تنها احساسات را بیان نمی‌کنند. آن‌ها در واقع گزاره‌هایی را بیان می‌کنند که ممکن است درست یا نادرست باشند. در نتیجه، یک کاگنیتیویست یا یک رئالیست می‌گوید جملات اخلاقی خودشان یا درست یا نادرست‌اند. برعکس، اگر کسی معتقد باشد جملاتی همچون «مریم انسان خوبی است» ممکن نیست درست یا غلط باشند، آنگاه آن شخص یک غیرکاگنیتیویست است.